# Bataille de Puck
Guerre de Treize Ans
Batailles
Konitz - Puck - Zatoka Świeża
La bataille de Puck, également appelée bataille de Świecino ou de Schwetzin, a été livrée le 17 septembre 1462 près du village de Świecino, en Poméranie, dans le cadre de la guerre de Treize Ans. Elle a opposé les Chevaliers teutoniques au Royaume de Pologne et s'est terminé par la victoire des Polonais.

## Historique
L'armée de l'Ordre Teutonique, sous le commandement de Fritz Raweneck et constituée de mercenaires, compte 1 000 cavaliers et 1 700 fantassins (principalement des paysans poméraniens). Les forces dirigées par Piotr Dunin (en) sont elles aussi constituées de mercenaires, 2 000 hommes, pour moitié des cavaliers et pour autre moitié des fantassins. Les deux armées ont adopté des formations défensives autour de wagenburgen (« forts de chariots ») mais Piotr Dunin prend l'initiative de l'attaque et envoie des arbalétriers, protégés par la cavalerie, menacer la gauche adverse. La cavalerie lourde polonaise charge ensuite les forces teutoniques mais, après trois heures de combat, aucun avantage significatif n'est pris. Après une courte pause vers midi, le combat reprend et les Chevaliers teutoniques repoussent les Polonais mais se trouvent alors pris sous une pluie de carreaux d'arbalètes et subissent de lourdes pertes. Raveneck arrête ses troupes qui battent en retraite et lance un nouvel assaut qui se termine par un désastre, la plupart des cavaliers teutoniques étant tués, capturés ou en fuite et Raveneck lui-même trouvant la mort. L'infanterie teutonique tente une dernière défense mais une charge de la cavalerie polonaise brise ses lignes.
Les Chevaliers teutoniques ont perdu plus de 1 000 soldats, dont 300 cavaliers, alors que les pertes polonaises s'élèvent à 250 hommes. Dantzig (Gdańsk) et la Poméranie sont libérées de la menace teutonique et la voie de ravitaillement pour les forces que l'Ordre maintient sur la rive droite de la Vistule est coupée. La bataille, première bataille rangée de la guerre remportée par les Polonais, marque le tournant décisif de la guerre, qui va s'achever quatre ans plus tard par la victoire polonaise.

## Sources
- (en) Cet article est partiellement ou en totalité issu de l’article de Wikipédia en anglais intitulé « Battle of Świecino » (voir la liste des auteurs).